# سيث ووكر
سيث ووكر (بالإنجليزية: Seth Walker)‏ هو مغني وكاتب أغاني أمريكي، ولد في 1974 في برلنغتون في الولايات المتحدة.

## وصلات خارجية
- الموقع الرسمي
- سيث ووكر على موقع ميوزك برينز (الإنجليزية)
- سيث ووكر على موقع أول ميوزيك (الإنجليزية)
- سيث ووكر على موقع ديسكوغز (الإنجليزية)